# Adelebsen
Adelebsen är en kommun och ort i Landkreis Göttingen i förbundslandet Niedersachsen i Tyskland.